# Marcus Aemilius Scaurus minor
Marcus Aemilius Scaurus was een Romeins politicus uit de tijd van de Romeinse burgeroorlog (eerste eeuw v.Chr.).
Hij was de zoon van de Marcus Aemilius Scaurus die consul en princeps senatus was geweest, maar die overleed terwijl Scaurus nog erg jong was. De machtige Gnaius Pompeius Magnus ontfermde zich echter over de jonge Scaurus en zijn zuster, met wie hij korte tijd getrouwd is geweest, totdat zij stierf.
Aan het begin van Scaurus' politieke carrière (78 v.Chr.) trad hij met succes op als aanklager in het proces tegen Gnaeus Cornelius Dolabella, op beschuldiging van corruptie met betrekking tot de tijd dat Dolabella proconsul van Cilicië was .

## Syria
In 66 v.Chr. nam Pompeius Scaurus mee als quaestor in zijn oorlog tegen koning Mithridates. Tijdens deze oorlog kwam vanuit Judea een (met veel geld gepaard gaand) verzoek om hulp van Aristobulus II, die in een machtsstrijd om de Hasmonese troon verwikkeld was met zijn broer Hyrkanus II. Daarop stelde Pompeius Scaurus aan als proquaestore propraetore (gouverneur) over het gebied rondom Damascus (65 v.Chr.), dat kort daarvoor in Romeinse handen was gekomen. Vanuit Damascus kwam Scaurus Aristobulus te hulp en zag Hyrkanus, die werd bijgestaan door de Nabateese koning Aretas III, zich gedwongen het door hem geslagen beleg om Jeruzalem af te breken.
Een jaar later wist Pompeius het Seleucidische rijk definitief te verslaan en werd ook de rest van de nieuwe provincie Syria aan Scaurus' bestuur toevertrouwd (64 v.Chr.). Op Pompeius' veldtocht naar Judea (63 v.Chr.), waarbij Jeruzalem onderworpen werd, Aristobulus alsnog in ongenade viel en het bestuur over Judea aan Hyrkanus werd toevertrouwd, bleef Scaurus achter in Syria om daar orde op zaken te stellen.
In 62 v.Chr. trok Scaurus, op aandringen van Pompeius, die zelf inmiddels was teruggekeerd naar Italië, ten strijde tegen de Nabateeërs. De Nabateese koning Aretas III zag zich gedwongen zich aan Scaurus over te geven en hem hoge schatting te betalen. Toen Scaurus jaren later, in 58 v.Chr., munten liet slaan, liet hij zich door zijn overwinning op Aretas inspireren: op de munten beeldde hij de onderworpen Aretas af, geknield voor zijn kameel.
Later in 62 v.Chr. werd Scaurus als gouverneur van Syria afgelost door Lucius Marcius Philippus.

## Latere carrière en veroordeling
In 58 v.Chr. was Scaurus aedilis curulis en in die hoedanigheid organiseerde hij grootse spelen. Hij wist er zijn aanzien mee te vergroten. Tegelijkertijd stak hij zich door de grootse aanpak van deze spelen diep in de schulden. In 56 werd Scaurus aangesteld als praetor, gevolgd door een aanstelling tot propraetor (gouverneur) van Sardinië in 54. Er werden echter aanklachten tegen hem ingebracht. Van een eerste aanklacht wegens corruptie en machtsmisbruik op Sardinië werd Scaurus vrijgesproken. Cicero, die Scaurus verdedigde, wist echter niet te voorkomen dat hij voor een tweede aanklacht wel werd veroordeeld, namelijk voor het kopen van stemmen in de race om tot consul verkozen te worden. Scaurus werd verbannen uit Rome en stierf later in ballingschap.

## Familie
Scaurus was getrouwd met Mucia, een dochter van Quintus Mucius Scaevola, die eerder met Pompeius getrouwd was geweest. Bij haar kreeg hij een zoon, die dezelfde naam droeg als hij. Hij bezat een luxueus huis op de Palatijn en een villa in Tusculum. Volgens Plinius de Oudere was Scaurus de eerste Romein die kostbare stenen verzamelde.